# Iwuy

Iwuy este o comună în departamentul Nord, Franța. În 1 ianuarie 2022 avea o populație de 3.335 de locuitori.